# 潟上市議会
潟上市議会（かたがみしぎかい）は、秋田県潟上市に設置されている地方議会である。

## 概要

### 任期
4年

### 定数
18人

### 所在地
秋田県潟上市天王字棒沼台226-1
潟上市役所本庁舎4階

### 委員会
- 議会運営委員会

#### 常任委員会
- 総務文教常任委員会
- 社会厚生常任委員会
- 産業建設常任委員会

#### 特別委員会
- 議会広報編集特別委員会

#### 議会改革・政治倫理
- 議会改革推進会議
- 議会議員政治倫理審査会

### 定例会
- 3月
- 6月
- 9月
- 12月

### 事務局
- 議会事務局

## 会派
- 佐藤義久（新星だるま会代表）が2024年（令和5年）12月30日に死去したため、欠員1[2]。

| 会派名       | 議員数 | 所属党派            | 議員名（◎は代表者）                                            | 女性議員数 | 女性議員の比率(%) |
| ------------ | ------ | ------------------- | -------------------------------------------------------------- | ---------- | ----------------- |
| 同志会       | 8      | 自由民主党4 無所属4 | ◎西村武 鐙仁志 鈴木壮二 小林悟 佐藤敏雄 藤原仁美 鈴木司 伊勢潤 | 1          | 12.5              |
| 新星だるま会 | 5      | 無所属              | 菅原秀雄 堀井克見 澤井昭二郎 石井和人                          | 0          | 0                 |
| 改革クラブ   | 3      | 自由民主党2 無所属1 | ◎中川光博 戸田俊樹 菅原龍太郎                                  | 0          | 0                 |
| 公明党       | 1      | 公明党              | ◎菅原理恵子                                                    | 1          | 100               |
| 日本共産党   | 1      | 日本共産党          | ◎藤原典男                                                      | 0          | 0                 |
| 計           | 17     |                     |                                                                | 2          | 11.76             |

## 定数の推移
「潟上市議会議員定数条例」によって定数が決められている。
- 2005年（平成17年）3月22日合併在任特例 - 52人
- 2006年（平成18年）1月22日選挙 - 52人→22人
- 2010年（平成22年）1月24日選挙 - 22人→20人
- 2018年（平成30年）1月28日選挙 - 20人→18人

## 議会出身者
- 瓜生望（秋田県議会議員・現職）